# 障害者による文化芸術活動の推進に関する法律
障害者による文化芸術活動の推進に関する法律（しょうがいしゃによるぶんかげいじゅつかつどうのすいしんにかんするほうりつ、平成30年6月13日法律第47号）は、障害者による文化芸術活動の推進に関しての、基本理念、基本計画の策定その他の基本となる事項に関する法律である。障害者文化芸術活動推進法とも表記される。
2018年に公布、施行された。なお、本法は議員立法で成立した。

## 内容
障害のある人の表現活動を後押しするため、創造環境の整備や鑑賞機会の拡大などを定める。第1条では、本法の目的が、文化芸術活動を通じた障害者の個性と能力の発揮および社会参加の促進であることが確認される。2条の障害者の定義を確認し、3条で基本理念、4条で国の責務、5条で地方公共団体の責務、6条で財政上の措置等について述べた後に、第2章の7条、8条で基本計画の策定について定め、第3章で基本的施策を列挙し、第4条で障害者文化芸術活動推進会議について説明している。なお、本法は文化芸術基本法と障害者基本法双方の理念を踏まえたものとされる。

## 背景
障害のある人の芸術活動は美術や舞台、音楽など多岐にわたり、美術作品は海外でも高く評価されていた。また、美術の専門教育を受けていない人による芸術を意味する「アール・ブリュット」や「アウトサイダーアート」の価値に注目が集まっていた。さらに、2020年東京オリンピック・パラリンピックに向けて、障害者による文化芸術活動を後押しする機運が高まっていた。

## 評価
障害の有無にかかわらず評価されるのが理想であり、障害者アートをほかの美術と区別すべきではないという批判も存在する。
『日本経済新聞』の宮田佳幸は「障害者福祉施設では、就労が困難な知的障害者には絵を描かせる一方で、就労可能な障害者には絵筆を持たせないというようなケースもあるようだ」と報じている。さらに、東京国立近代美術館の主任研究員である保坂健二朗は2018年に「東京五輪に向けて機運が高まるタイミングで、研究や展示する側としても活動の支えになればよいと思う。『障害者』という冠が芸術につくことで誤解を生まないかは懸念するところ」と述べている。